# Есенколь (озеро, Федоровский район)
Есенколь (каз. Есенкөл) — озеро в Фёдоровском районе Костанайской области Казахстана. Находится в 15 км к западу от села Малороссийка, ранее совхоз Украинский.
По данным топографической съёмки 1944 года, площадь поверхности озера составляет 2,81 км². Наибольшая длина озера — 2,1 км, наибольшая ширина — 1,8 км. Длина береговой линии составляет 6,4 км, развитие береговой линии — 1,01. Озеро расположено на высоте 210,8 м над уровнем моря.